# 어맨다 홀든
어맨다 홀든(Amanda Holden, 1971년 2월 16일 ~ )은 잉글랜드의 배우이다.